# Christine Bernardi
Pour les articles homonymes, voir Bernardi.
Christine Bernardi (née le 18 mai 1955 à Paris, morte dans la même ville le 11 mars 2018,,) est une mathématicienne française.

## Carrière
Christine Bernardi étudie à partir de 1974, à l'École Normale de jeunes filles à Paris et a obtenu en 1976 son diplôme (DEA) en mathématiques numériques. En 1979, elle obtient son doctorat à l'Université Pierre-et-Marie-Curie (thèse de troisième cycle), avec une thèse sur les méthodes des éléments finis dans les équations de Navier-Stokes. Avec Geneviève Raugel, elle  étudie un élément fini pour le problème de Stokes, connu comme « élément fini de Bernardi-Fortin-Raugel ».
Ensuite, elle travaille au Centre national de la recherche scientifique, tout d'abord chargée de recherche, puis à partir de 1992, directrice de recherche. En 1986, elle poursuit avec l'obtention de sa thèse d'État (Contribution à l'analyse numérique de problèmes non linéaires). Elle travaille au Laboratoire Jacques-Louis Lions de l'Université Paris VI, et de 2001 à 2005, elle fait partie du comité scientifique de l'Institut Isaac Newton.
Elle s'occupe d'équations aux dérivées partielles numériques, plus spécialement en hydrodynamique.

## Publications choisies
- avec Yvon Maday, Approximations spectrales de problèmes aux limites elliptiques Springer, 1992.
- avec Yvon Maday et  Monique Dauge, Spectral methods for axisymmetric domains, North-Holland, 1999.
- avec Yvon Maday et  Francesca Rapetti, Discrétisations variationnelles de problèmes aux limites elliptiques, Springer, 2004.

## Prix et distinctions
En 1995, elle reçoit le Prix Blaise-Pascal. En 2008, elle est conférencière invitée en séance plénière lors du European Congress of Mathematics à Amsterdam (From a posteriori analysis to automatic modeling). De 2000 à 2009, elle est corédactrice de la revue Journal of Scientific Computing.